# Суперкубок Габону з футболу
Суперкубок Габону з футболу (фр. Supercoupe du Gabon de football) — футбольне змагання, яке щорічно проводить Габонська федерація футболу серед переможців двох провідних футбольних турнірів: національного чемпіонату Габону та кубку країни. Створений 1994 року й з тих пір постійно оскаржується.

## Переможці та фіналісти
| Рік         | Переможець      | Результат     | Фіналіст        |
| 1994        | «МангаСпорт»    |               | «Согара»        |
| 1995        | «Мбілінга»      |               | «МангаСпорт»    |
| 1996 - 2000 | не проводився   | не проводився | не проводився   |
| 2001        | «МангаСпорт»    |               | «105 Лібревіль» |
| 2002 - 2005 | не проводився   | не проводився | не проводився   |
| 2006        | «МангаСпорт»    | 4 - 1         | «Телестрас»     |
| 2007        | «105 Лібревіль» | 1 - 0         | «МангаСпорт»    |
| 2008        | «МангаСпорт»    | 1 - 0         | УСМ (Лібревіль) |

## Переможці
| Клуб            | Кількість титулів | Роки                   |
| «МангаСпорт»    | 4                 | 1994, 2001, 2006, 2008 |
| «Мбілінга»      | 1                 | 1995                   |
| «105 Лібревіль» | 1                 | 2007                   |